# Provinzial-Irrenanstalt Neustadt in Westpreußen

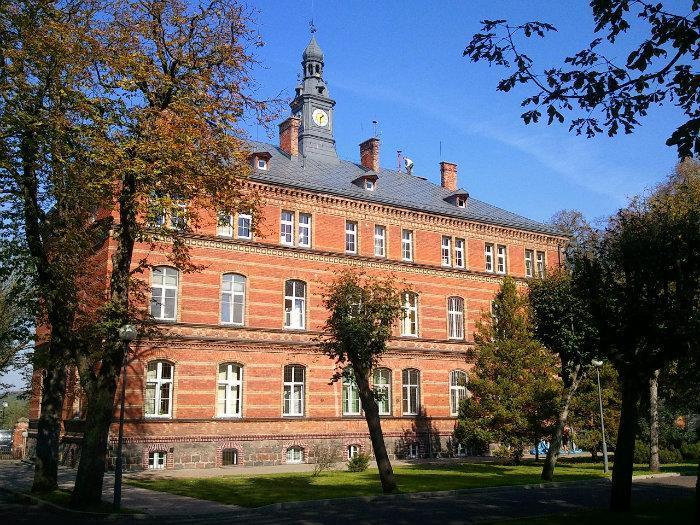
Hauptgebäude

Verwaltungsgebäude, 1904

Die Provinzial-Irrenanstalt Neustadt in Westpreußen befand sich in Neustadt an der Rheda nordwestlich von Danzig. Sie wurde am 10. Oktober 1883 als zweite Anstalt dieser Art in der Provinz Westpreußen eröffnet. Die erste Einrichtung dieser Art war die Provinzial-Irrenanstalt Schwetz in Schwetz an der Weichsel, später kam noch die Provinzial-Irrenanstalt Conradstein bei Pr. Stargard hinzu. Der Entwurf stammte von Martin Gropius und Heino Schmieden. Die Baukosten betrugen 1.440.000 Mark. Der Gebäudekomplex bestand aus 15 Gebäuden, hinzu kamen 100 Hektar Land, da die Patienten auch mit landwirtschaftlicher Arbeit beschäftigt wurden. Erster Direktor wurde Richard Maximilian Kroemer (1849–1911).
Als nach dem Ende des Ersten Weltkrieges das umliegende Gebiet zu Polen kam, wurde 1921 in den ehemaligen Krankenhausgebäuden die Pommersche Landesanstalt für Taubstumme eingerichtet. Heute befindet sich dort ein Verwaltungszentrum der polnischen Marine.